# Omicidio di Walter Rossi
L'omicidio di Walter Rossi, militante comunista appartenente a Lotta Continua nato a Roma il 12 aprile 1957, avvenne a Roma il 30 settembre 1977. Rossi fu ucciso da un proiettile sparato da Alessandro Alibrandi con la complicità di Cristiano Fioravanti, militanti del Fronte della Gioventù, poi confluiti nel gruppo terroristico di destra eversiva denominato Nuclei Armati Rivoluzionari (NAR), che lo colpì alla nuca durante un volantinaggio di propaganda politica antifascista alla Balduina.

## Storia

Walter Rossi

La posa della lapide sul luogo dell'omicidio di Walter Rossi, in viale delle Medaglie d'Oro.

## Indagini

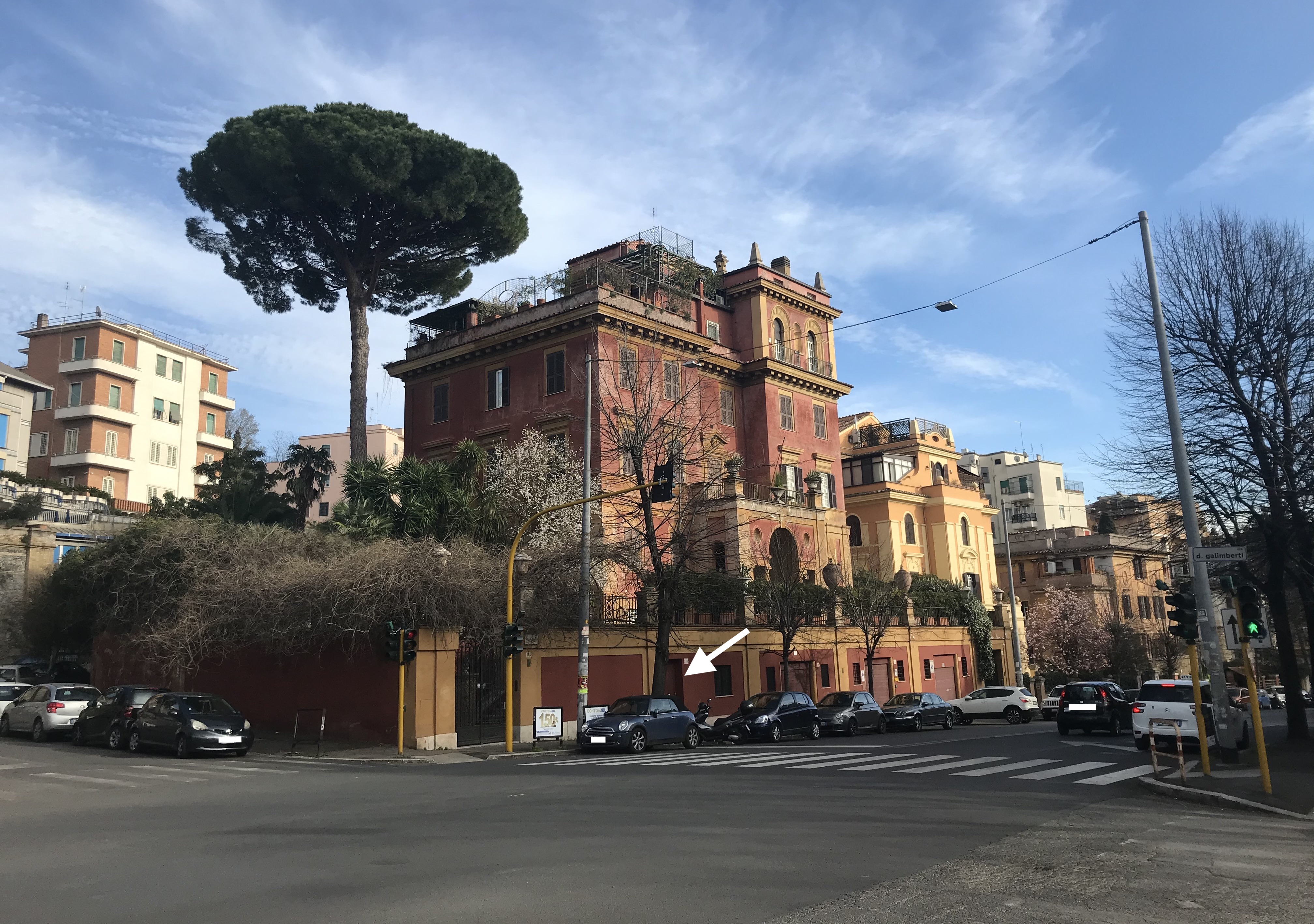
Lo stabile in viale delle Medaglie d'Oro a Roma, che nel 1977 ospitava la sezione del MSI di Balduina (nel punto indicato dalla freccia).

## Il processo

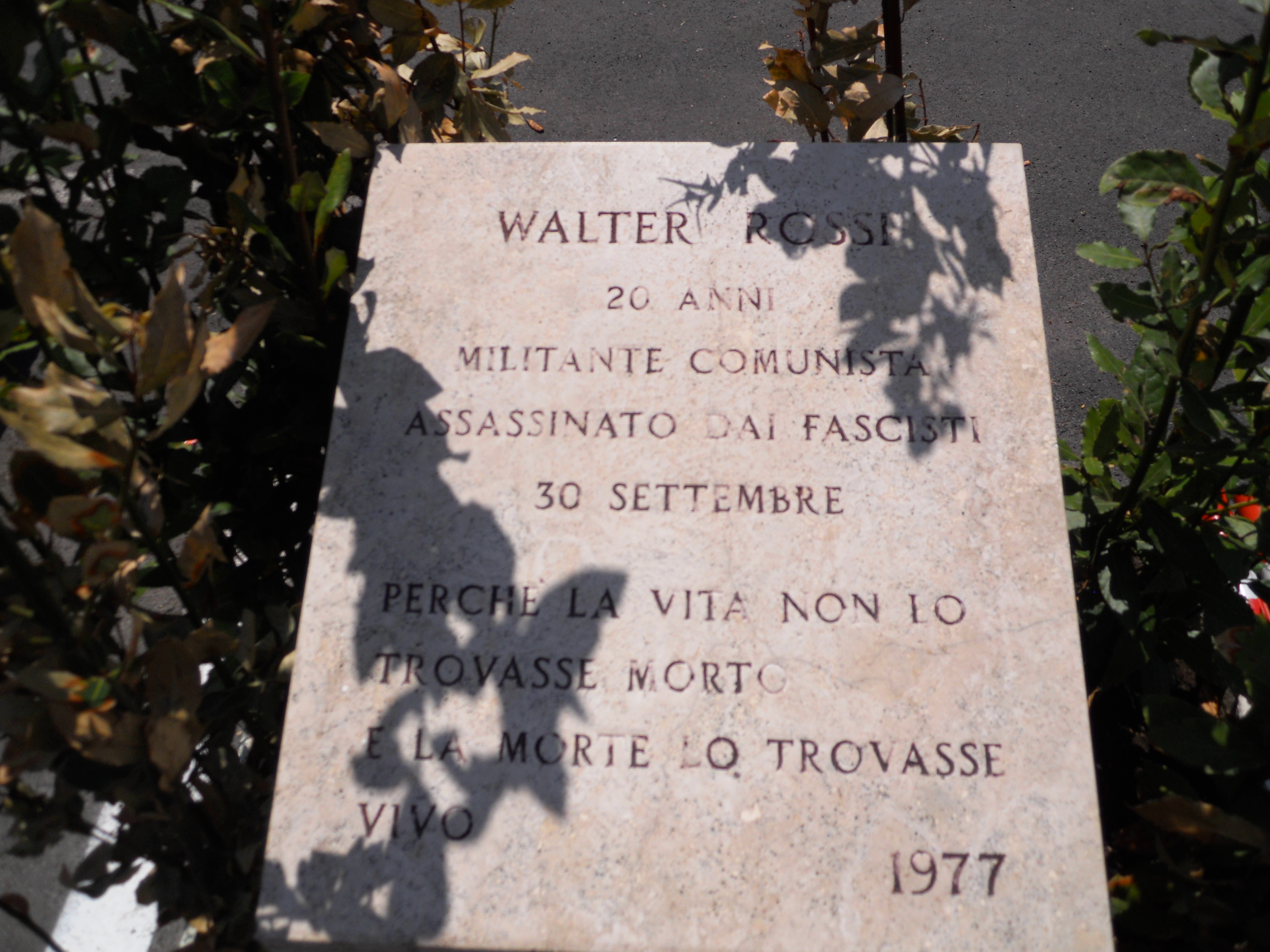
Targa posta sul luogo dell'omicidio.